# Ray Gomez
Ray Gomez (auch Raymond Gomez; * 1953 in Casablanca, Marokko) ist ein E-Gitarrist, bekannt für seine Arbeit mit Bassist Stanley Clarke und eigene Solo-Projekte. 
Im Alter von acht Jahren begann er Klavier zu spielen, nachdem er What I'd say von Ray Charles hörte. Mit zehn Jahren wechselte er zur Gitarre. Er gehörte der Gruppe Pop Tops an, die 1971 mit Mamy Blue einen Charterfolg hatte. 1973 lud George Harrison ihn nach London, England ein, wo er Keith Emerson, Jon Anderson und Carmine Appice kennenlernte. Ein Jahr später kam er nach New York, wo er ein gefragter Sessiongitarrist wurde. 1976 spielte er das Gitarrensolo auf dem Titelsong des Albums School Days des Bassisten Stanley Clarke ein, welches als eines seiner Besten gilt. Des Weiteren arbeitete er unter anderem mit Narada Michael Walden und Chaka Khan zusammen. Gomez wurde über die Jahre von vielen Musikern gelobt, unter anderem von Carlos Santana und Jeff Beck. Gitarrenvirtuose Shawn Lane coverte sein Stück "West Side Boogie" auf seinem Album Powers of Ten.
Ray Gomez bevorzugt Fender Stratocasters, setzte jedoch über die Jahre auch Gibson-Les-Paul-Modelle ein.

## Ausgewählte Diskographie
- School days von Stanley Clarke (1976)
- Live (1976-1977) von Stanley Clarke (1977)
- Volume (1980)
- Chaka Khan von Chaka Khan (1982)